# Emmanuel de Martonne
Emmanuel de Martonne (* 1. April 1873 in Chabris, Indre, Frankreich; † 24. Juli 1955 in Sceaux) war ein französischer Geograph. Seine Forschungsschwerpunkte bildeten die Geomorphologie, Klimatologie und Regionale Geographie Frankreichs, Mittel- und Südosteuropas.

## Leben
Emmanuel de Martonne wurde als Sohn des Archivars Alfred de Martonne in Chabris (Indre) geboren. 1892 trat er in die École normale supérieure (ENS) in Paris ein. Dort besuchte er die Geographiekurse von Paul Vidal de la Blache, dessen Schwiegersohn er später wurde. Drei Jahre später schloss er sein Studium in Geschichte und Geographie ab. Er wurde 1895 zum Agrégé de géographie ernannt und war „maître-surveillant“ an der ENS (1897 bis 1899). Danach arbeitete er mit den Geographen Ferdinand von Richthofen in Berlin und Albrecht Penck in Wien zusammen.
Ab 1899 lehrte er an der Universität Rennes und gründete das dortige Geographische Institut. Im Oktober 1905 wechselte er an die Universität Lyon. 1909 wurde er Nachfolger an der Sorbonne in Paris an Stelle seines Lehrers und Schwiegervaters Paul Vidal de la Blache. Er lehrte hier bis 1944.
Emmanuel de Martonne gehört zu den dominierenden Figuren der französischen Geographie in der ersten Hälfte des 20. Jahrhunderts. Seine bedeutendsten Arbeiten liegen auf dem Gebiet der Physischen Geographie, insbesondere der Geomorphologie und Klimatologie sowie der Regionalen Geographie Frankreichs, Mittel- und Südosteuropas. Das 1909 erschienene Buch „Traité de géographie physique“ galt als französisches Standardlehrwerk.
1902 verteidigte er eine Dissertation La Valachie über die Geographie der Walachei und 1907 eine weitere Dissertation mit dem Titel Recherches sur l'évolution morphologique des Alpes de Transylvanie über die Physische Geographie der Transsilvanischen Alpen im Süden der Karpaten. 1912 nahm er an der Transkontinentalen Exkursion durch die USA teil, die von der American Geographical Society und dem Harvard-Geographen William Morris Davis organisiert wurde. Hier traf er unter anderem die amerikanischen Geographen Isaiah Bowman und Douglas W. Johnson.
Während des Ersten Weltkriegs arbeitete er mit den Geographen Albert Demangeon, Lucien Gallois, Emmanuel de Margerie, Louis Raveneau und Paul Vidal de la Blache eng mit dem französischen Armeestab zusammen. An der Pariser Friedenskonferenz 1919 nahm de Martonne als Berater des Außenministers André Tardieu und des Premierministers Georges Clemenceau teil. Er setzte sich in den verschiedenen Ausschüssen für die Rückgabe von Elsass-Lothringen an Frankreich ein und befasste sich zugleich mit der Regelung der Nachkriegsgrenzen in Südosteuropa. Emmanuel de Martonne spielte eine wesentliche Rolle bei der Festlegung der Grenzen von Rumänien und Jugoslawien, von denen die meisten auch zu Beginn des 21. Jahrhunderts noch bestehen. Er trug somit entscheidend zur Gestaltung der Grenzen in der Zwischenkriegszeit bei.
Ab 1921 lehrte er als Gastprofessor an der Universität von Cluj. In den 1930er Jahren leitete er die Herausgabe des Atlas de France. Er war Generalsekretär und später Präsident (bzw. auch Ehrenpräsident) der Internationalen Geographische Union (1931–1949) und wurde 1940 zum Mitglied der Académie des sciences gewählt. Zuletzt war er Präsident der Société de géographie (1947–1952).
Er starb am 24. Juli 1955 in Sceaux, einer Gemeinde in der Nähe von Paris.

## Werke
- La Valachie, Paris, Armand Colin, 1902, Prix Fabien de l'Académie française.
- Recherches sur l'évolution morphologique des Alpes de Transylvanie (Karpates méridionales), Paris, Delagrave, 1906.
- Traité de géographie physique: Tome 1: Notions générales, Climat, Hydrographie. Tome 2: Relief du sol. Tome 3: Biogéographie, Paris, Armand Colin, 1909.
- Les régions géographiques de France, Paris, Flammarion, 1921.
- Abrégé de géographie physique, Paris, Armand Colin, 1922.
- Les Alpes. Géographie générale, Paris, Armand Colin, 1926.
- Géographie universelle (hg. v. Vidal de la Blache, Gallois), tome IV : Europe centrale, Paris, Armand Colin, deux volumes, 1930 et 1931.
- Géographie physique de la France, Paris, Armand Colin, 1942.
- Géographie aérienne, Paris, Albin Michel, 1948.
- La découverte aérienne du monde (Hg.), Horizons de France, 1948.
- Géographie universelle (Hg. v. Vidal de la Blache, Gallois), tome VI : La France physique, Paris, Armand Colin, 1942.